# Серебролантан
Серебролантан — бинарное неорганическое соединение, интерметаллид
лантана и серебра
с формулой AgLa,
кристаллы.

## Получение
- Сплавление стехиометрических количеств чистых веществ:

{\displaystyle {\mathsf {La+Ag\ {\xrightarrow {880^{o}C}}\ AgLa}}}

## Физические свойства
Серебролантан образует кристаллы
кубической сингонии (примитивная решётка), пространственная группа P m3m, параметры ячейки a = 0,378÷0,380 нм, Z = 1,
структура типа хлорида цезия CsCl
.
Соединение конгруэнтно плавится при температуре 880 °C.
При температуре 0,9 К соединение переходит в сверхпроводящее состояние